# Alan Alda

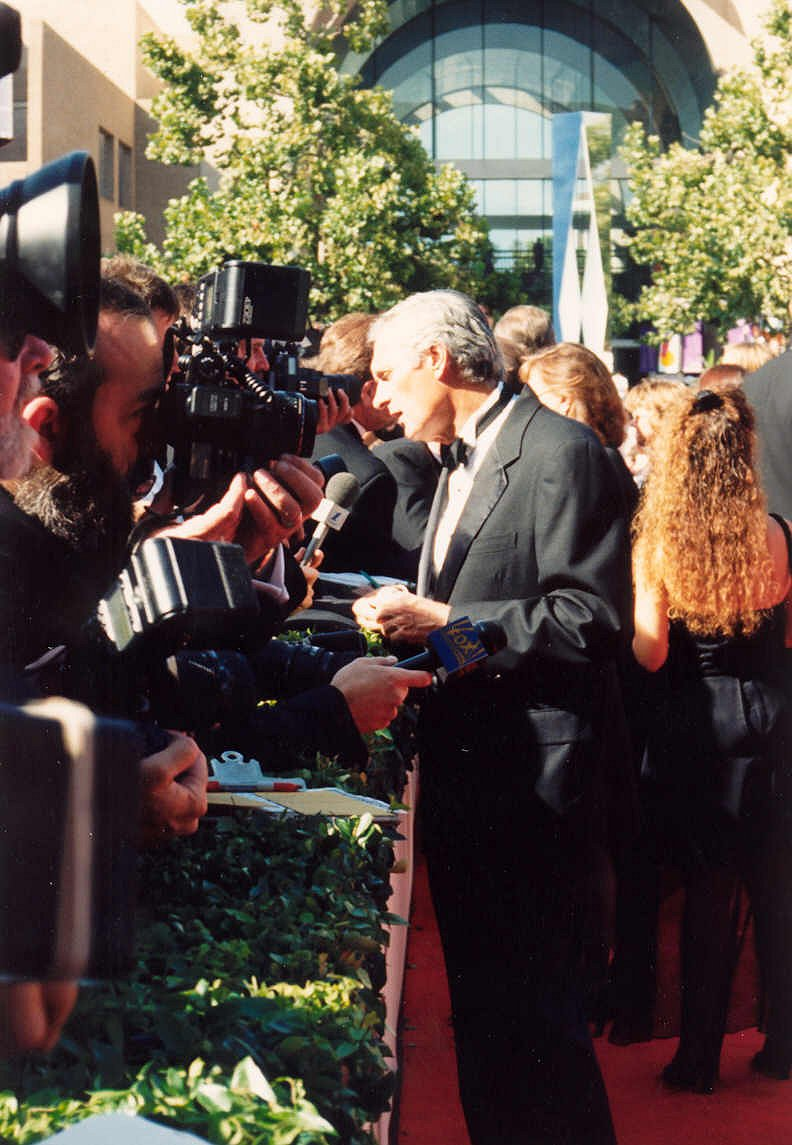
Alan Alda

Alan Alda (n. 28 ianuarie 1936, New York City, New York, SUA) este un actor, regizor și scenarist american. A devenit faimos în special pentru rolul Hawkeye Pierce din serialul de televiziune M*A*S*H.

## Cariera
Alda și-a început cariera în 1950 ca membru al Compass Players în comedie. În 1966 a jucat în musicalul The Apple Tree pe Broadway; el a fost nominalizat pentru premiul Tony pentru "Cel mai bun actor".
Alda și-a făcut debutul ca actor pe Hollywood cu un rol secundar în Gone are the Days! - versiune cinematografică a unei piese de succes de pe Broadway și anume Purlie Victorious. Au urmat alte roluri în filme ca autorul, umoristul și actorul George Plimpton în filmul Paper Lion, de asemenea în The Extraordinary Seaman (1969) și thriller-ul The Mephisto Waltz, alături de actrița Jacqueline Bisset. În același timp, Alda a apărut ca un panelist în filmul din 1968- What's My Line? și în filmul I've Got a Secret (1972).

## Sezoanele M*A*S*H (1972–1983)
La începutul anului 1972 Alda a fost audiat și selecționat pentru rolul "Hawkeye Pierce" din adaptarea pentru televiziune a filmului MASH din 1970. A fost nominalizat pentru 21 de premii Emmy și a câștigat cinci.
A luat parte la scrierea a nouăsprezece episoade, dintre care și cel final, și a regizat 32 de episoade. De asemenea a fost prima persoană care a obținut premiul Emmy pentru interpretare, scris și regizare pentru aceleași serii. Sub supravegherea sa, M*A*S*H a deschis și descris publicului multe probleme politice. Ca rezultat, cei 11 ani ai M*A*S*H-ului sunt în general împărțiți în 2 părți: anii de comedie Larry Gelbart/Gene Reynolds (1972-1977) și anii de dramă Alan Alda (1977-1983).

## După M*A*S*H
Alan Alda a interpretat de asemenea rolul unui laureat al premiului Nobel - fizicianul Richard Feynman în piesa QED. Cu toate că Peter Parnell a scris piesa, Alda a co-regizat fiind o adevărată sursa de inspirație. Alda a apărut deseori în filmele lui Woody Allen și a fost "guest star" de cinci ori în ER, în rolul mentorului Dr-ului Kerry Weaver, Gabriel Lawrence.
Alda a interpretat și rolul Dr. Robert Gallo în filmul pentru TV- And the Band Played On (1993).
În 1995, a jucat ca un rol de președinte în filmul lui Michael Moore-Canadian Bacon.
În 1996, Alda a fost Henry Ford în Camping With Henry and Tom, bazat pe o carte scrisă de Mark St. Germain. Începând cu anul 2004, Alda a avut un rol permanent în serialul The West Wing, jucând rolul unui Senator Republican U.S. și candidatul la președinție Arnold Vinick până când show-ul s-a încheiat în mai 2006. 
În august 2006, Alda a câștigat premiul Emmy pentru rolul Arnold Vinick în sezonul final al The West Wing.
În 2004, Alda a interpretat rolul unui senator conservator al Maine-Owen Brewster în filmul lui Martin Scorsese, The Aviator, în care a jucat alături de DiCaprio.
În decursul carierei sale, Alda a primit 31 nominalizări la premiile Emmy și două la premiile Tony și a câștigat șapte premii People's Choice, șase premii Golden Globe și trei Directors Guild of America.
Alda a scris de asemenea câteva dintre poveștile și poemele care au apărut în show-ul de televiziune Free to Be... You and Me a lui Marlo Thomas.

## Filmografie

### Film
| An   | Titlu                         | Rol                                    | Note |
| ---- | ----------------------------- | -------------------------------------- | --- |
| 1963 | Gone Are the Days             | Charlie Cotchipee                      | |
| 1968 | Paper Lion                    | George Plimpton                        | Nominalizare—Golden Globe Award for New Star of the Year – Actor |
| 1969 | The Extraordinary Seaman      | Lt. Morton Krim                        | |
| 1970 | Jenny                         | Delano                                 | |
| 1970 | The Moonshine War             | John W. Martin                         | |
| 1971 | The Mephisto Waltz            | Myles Clarkson                         | |
| 1972 | To Kill a Clown               | Major Evelyn Ritchie                   | |
| 1978 | Same Time, Next Year          | George Peters                          | Nominalizare—Golden Globe Award for Best Actor – Motion Picture Musical or Comedy |
| 1978 | California Suite              | Bill Warren                            | |
| 1979 | The Seduction of Joe Tynan    | Joe Tynan                              | |
| 1981 | The Four Seasons              | Jack Burroughs                         | Nominalizare—Golden Globe Award for Best Actor – Motion Picture Musical or Comedy Nominalizare—Golden Globe Award for Best Screenplay                                                                              |
| 1986 | Sweet Liberty                 | Michael Burgess                        | |
| 1988 | A New Life                    | Steve Giardino                         | |
| 1989 | Delicte și fărădelegi         | Lester                                 | National Board of Review Award for Best Supporting Actor New York Film Critics Circle Award for Best Supporting Actor Nominalizare—BAFTA Award for Best Actor in a Supporting Role                                 |
| 1990 | Betsy's Wedding               | Eddie Hopper                           | |
| 1992 | Whispers in the Dark          | Leo Green                              | Nominalizare—Razzie Award for Worst Supporting Actor |
| 1993 | Misterul crimei din Manhattan | Ted                                    | |
| 1995 | Canadian Bacon                | President of the United States         | |
| 1996 | Flirting with Disaster        | Richard Schlichting                    | |
| 1996 | Everyone Says I Love You      | Bob                                    | |
| 1997 | Murder at 1600                | National Security Advisor Alvin Jordan | |
| 1997 | Mad City                      | Kevin Hollander                        | |
| 1998 | The Object of My Affection    | Sidney Miller                          | |
| 1999 | Keepers of the Frame          | Rolul său                              | Documentar |
| 2000 | What Women Want               | Dan Wanamaker                          | |
| 2004 | The Aviator                   | Senator Ralph Owen Brewster            | Nominalizare—Academy Award for Best Supporting Actor Nominalizare—BAFTA Award for Best Actor in a Supporting Role Nominalizare—Screen Actors Guild Award for Outstanding Performance by a Cast in a Motion Picture |
| 2007 | Resurrecting the Champ        | Ralph Metz                             | |
| 2008 | Diminished Capacity           | Uncle Rollie Zerbs                     | |
| 2008 | Flash of Genius               | Gregory Lawson                         | |
| 2008 | Nothing but the Truth         | Albert Burnside                        | |
| 2011 | Tower Heist                   | Arthur Shaw                            | |
| 2012 | Wanderlust                    | Carvin                                 | |
| 2015 | The Longest Ride              | Ira Levinson                           | |
| 2015 | Bridge of Spies               | Thomas Watters                         | |
| 2019 | Marriage Story                | Bert Spitz                             | |

### Televiziune
| An        | Titlu                          | Rol                                        | Note |
| --------- | ------------------------------ | ------------------------------------------ | --- |
| 1958      | The Phil Silvers Show          | Carlyle Thomson III                        | Episodul: "Bilko the Art Lover" |
| 1962      | Naked City                     | Young Poet                                 | Episodul: "Hold for Gloria Christmas" |
| 1963      | The Doctors and the Nurses     | Dr. John Griffin                           | 2 episoade |
| 1963      | Route 66                       | Dr. Glazer                                 | Episodul: "Soda Pop and Paper Flags" |
| 1963      | East Side/West Side            | Freddie Wilcox                             | Episodul: "The Sinner" |
| 1965      | The Trials of O'Brien          | Nick Staphos                               | Episodul: "Picture Me a Murder" |
| 1967      | Coronet Blue                   | Clay                                       | Episodul: "Six Months to Mars" |
| 1968      | Premiere                       | Frank St. John                             | Episodul: "Higher and Higher" |
| 1972      | Class of '55                   | Peter                                      | Film TV: |
| 1972      | The Glass House                | Jonathan Paige                             | Film TV: |
| 1972      | Playmates                      | Marshall Barnett                           | Film TV: |
| 1972–83   | M*A*S*H                        | Captain Benjamin Franklin "Hawkeye" Pierce | 251 episoade Golden Globe Award for Best Actor – Television Series Musical or Comedy (1975–76, 1980–83) People's Choice Award for Favorite Male Television Performer (1975, 1979–82) Primetime Emmy Award for Outstanding Writing for a Comedy Series (1979) Primetime Emmy Award for Outstanding Directing for a Comedy Series Primetime Emmy Award for Outstanding Lead Actor in a Comedy Series (1974, 1982) Nominalizare—Golden Globe Award for Best Actor – Television Series Musical or Comedy (1973–74, 1977–79) Nominalizare—Primetime Emmy Award for Outstanding Directing for a Comedy Series (1975–76, 1978–83) Nominalizare—Primetime Emmy Award for Outstanding Lead Actor in a Comedy Series (1973, 1975–81, 1983) Nominalizare—Primetime Emmy Award for Outstanding Writing for a Comedy Series (1977-1978, 1982) |
| 1973      | Isn't It Shocking?             | Dan                                        | Film TV: |
| 1973–75   | The New $25,000 Pyramid        | Rolul său                                  | 7 episoade |
| 1974      | The Carol Burnett Show         | Rolul său                                  | Episodul: "#8.13" |
| 1974      | Free to Be... You and Me       | Rolul său                                  | Film TV: |
| 1974      | 6 Rms Riv Vu                   | Paul Friedman                              | Film TV: Nominalizare—Primetime Emmy Award for Outstanding Lead Actor in a Miniseries or a Movie |
| 1977      | Kill Me If You Can             | Caryl W. Chessman                          | Film TV: Nominalizare—Primetime Emmy Award for Outstanding Lead Actor in a Miniseries or a Movie |
| 1993      | And the Band Played On         | Dr. Robert Gallo                           | Film TV: Nominalizare—Primetime Emmy Award for Outstanding Supporting Actor in a Miniseries or a Movie |
| 1993–2007 | Scientific American Frontiers  | Rolul său                                  | 81 episoade |
| 1994      | White Mile                     | Dan Cutler                                 | Film TV: Nominalizare—Golden Globe Award for Best Actor – Miniseries or Television Film |
| 1996      | Jake's Women                   | Jake                                       | Film TV: |
| 1999      | ER                             | Dr. Gabriel Lawrence                       | 5 episoade Nominalizare—Primetime Emmy Award for Outstanding Guest Actor in a Drama Series |
| 2001      | Club Land                      | Willie Walters                             | Film TV: Nominalizare—Primetime Emmy Award for Outstanding Lead Actor in a Miniseries or a Movie Nominalizare—Screen Actors Guild Award for Outstanding Performance by a Male Actor in a Miniseries or Film TV: |
| 2001      | The Killing Yard               | Ernie Goodman                              | Film TV: |
| 2004–06   | The West Wing                  | Senator Arnold Vinick                      | 28 episoade Primetime Emmy Award for Outstanding Supporting Actor in a Drama Series Nominalizare—Primetime Emmy Award for Outstanding Supporting Actor in a Drama Series Nominalizare—Screen Actors Guild Award for Outstanding Performance by a Male Actor in a Drama Series Nominalizare—Screen Actors Guild Award for Outstanding Performance by an Ensemble in a Drama Series Nominalizare—Television Critics Association Award for Individual Achievement in Drama |
| 2005      | Getaway                        | Rolul său                                  | Episodul: "Found" |
| 2009–11   | 30 Rock                        | Milton Greene                              | 3 episoade Nominalizare—Primetime Emmy Award for Outstanding Guest Actor in a Comedy Series |
| 2011–13   | The Big C                      | Dr. Atticus Sherman                        | 6 episoade |
| 2012      | The Human Spark                | Himself                                    | PBS |
| 2013      | Brains on Trial with Alan Alda | Rolul său                                  | PBS |
| 2013–14   | The Blacklist                  | Alan Fitch                                 | 5 episoade Nominalizare—Primetime Emmy Award for Outstanding Guest Actor in a Drama Series |
| 2016      | Horace and Pete                | Uncle Pete                                 | 6 episoade |
| 2016      | Broad City                     | Dr. Jay Heller                             | 1 episod |
| 2018–19   | The Good Fight                 | Solomon Waltzer                            | 3 episoade |
| 2018–20   | Ray Donovan                    | Dr. Arthur Amiot                           | 8 episoade |

### Teatru
| An      | Titlu                    | Rol                       | Note                                                      |
| ------- | ------------------------ | ------------------------- | --------------------------------------------------------- |
| 1959    | Only in America          | Telephone Man             |                                                           |
| 1961–62 | Purlie Victorious        | Charlie Cotchpiee         |                                                           |
| 1964    | Fair Game for Lovers     | Benny                     |                                                           |
| 1964    | Cafe Crown               | Dr. Irving Gilbert        |                                                           |
| 1964–65 | The Owl and the Pussycat | F. Sherman                |                                                           |
| 1966–67 | The Apple Tree           | Various                   | Nominalizare—Tony Award for Best Actor in a Musical       |
| 1992    | Jake's Women             | Jake                      | Nominalizare—Tony Award for Best Actor in a Play          |
| 1998–99 | Art                      | Marc                      |                                                           |
| 2001–02 | QED                      | Richard Feynman           |                                                           |
| 2003    | The Play What I Wrote    | Replacement               |                                                           |
| 2005    | Glengarry Glen Ross      | Shelly Levene             | Nominalizare—Tony Award for Best Featured Actor in a Play |
| 2014    | Love Letters             | Andrew Makepeace Ladd III |                                                           |
| 2016    | Oh, Hello                | El însuși                 |                                                           |